# Isabella Theuermann
Isabella Theuermann (* 7. Jänner 1984 in Wolfsberg) ist eine österreichische Politikerin (seit Dezember 2017 Freiheitliche Partei Österreichs, zuvor Team Stronach) und Unternehmerin. Sie war von 2013 bis 2018 Abgeordnete zum Kärntner Landtag. Seit dem 13. April 2023 ist sie vom Kärntner Landtag entsandtes Mitglied des Bundesrates.

## Ausbildung und Beruf
Theuermann besuchte zwischen 1998 und 2003 die Bundeshandelsakademie in ihrer Geburtsstadt Wolfsberg und legte dort die Matura ab. Ihr Ausbildungsschwerpunkt lag dabei im Bereich Marketing und Internationale Geschäftstätigkeit. Sie begann nach dem Schulabschluss 2003 ein Studium der Psychologie an der Alpen-Adria Universität Klagenfurt und schloss dieses Studium 2009 mit dem akademischen Grad einer Magistra ab. In der Folge arbeitete sie zwischen Februar 2009 und Juni 2010 als Psychologin in einer therapeutischen Wohngemeinschaft in Mauren in Liechtenstein und war danach von 2010 bis 2011 als Personal- und Kundenberaterin für die I.K. Hofmann GmbH aktiv. Sie begann 2011 einen Akademischen Lehrgang für Supervision, Organisationsentwicklung und Coaching, den sie 2014 beendete. Daneben arbeitete sie zwischen Jänner 2012 und Juli 2012 als Personal- und Kundenberaterin für das Engineering & Competence Center der I.K. Hofmann GmbH. 2012 stieg sie schließlich zur Niederlassungsleiterin bzw. Standortverantwortliche des Engineering & Competence Center auf.
Das Dienstverhältnis wurde im Juni 2014 aufgelöst.
Seit 2014 ist Theuermann selbstständig und führt ihr eigenes Unternehmen.
Im Jänner 2024 erschien ihr Popsong Letting go, das Musikvideo dazu entstand im Schaubergwerk Terra Mystica in Bad Bleiberg.

## Politik
Theuermann kam am 27. September 2012 zum Team Stronach und kandidierte bei der Landtagswahl 2013 für das Team Stronach im Wahlkreis Kärnten Ost auf dem ersten Listenplatz, woraufhin sie am 28. März 2013 als Abgeordnete zum Kärntner Landtag angelobt wurde. Sie war zum Zeitpunkt ihrer Angelobung die jüngste Abgeordnete im Kärntner Landtag. Sie übernahm in der Folge im Landtag die Funktion der Obfrau des Kontrollausschusses und war zudem Mitglied im Ausschuss für Soziales, Gesundheit, Krankenanstalten, Familien, Generationen und Frauen sowie innerparteilich die stellvertretende Klubobfrau des Stronach-Landtagsklubs. Im Dezember 2017 wechselte sie in den FPÖ-Klub und ist seit April 2018 als Landesparteisekretärin der FPÖ Kärnten tätig. Bei der konstituierenden Landtagssitzung am 12. April 2018 wurde sie als Ersatzmitglied für den Bundesrat gewählt. Seit März 2021 war Theuermann Stadträtin in ihrer Heimatgemeinde Wolfsberg. Seit April 2021 war sie Mitglied des Beirats der Wolfsberger Stadtwerke. Am 26. Juni 2025 wurde sie durch die FPÖ-Fraktion im Gemeinderat von ihrer Funktion als Stadträtin abgewählt und später auch als Stadtwerke-Beirätin. Sie lässt die Abwahl von der Gemeindeaufsicht prüfen, da von den 5 FPÖ-Gemeinderäten nur 2 anwesend waren, welche erst kurz zuvor als Gemeinderäte angelobt wurden. Die zwei Gemeinderäte waren Dominik Schrammel und Michael Schüssler, letzterer folgte ihr als Stadtrat nach.
Nach der Landtagswahl in Kärnten 2023 wurde sie mit 13. April 2023 vom Kärntner Landtag in den Bundesrat entsandt.